# Vicent Raga
Vicent Raga i Pujol (València, 1950 - 3 de febrer de 2021) fou un filòsof i editor valencià. Fou un dels impulsors de la col·lecció «Quaderns» d'Edicions Tres i Quatre, on es traduïren al català nombrosos pensadors esquerrans. Entre les diverses i variades publicacions i edicions que promogué al País Valencià, també fou propietari i editor de l'Editorial MIL999 (2007-2020).
Provinent d'una família benestant agrària de Benetússer dedicada al cultiu de l'arròs, milità a les Joventuts Comunistes durant la dictadura de Franco, motiu pel qual va ser detingut. Fou assessor d'Antoni Escarré (1989-1991), fou membre fundador i redactor de la revista Caràcters, números 1-10 de 1992-1994, i breument fou responsable de publicacions de Bancaixa.
Publicà articles sobre pensament i cultura en diverses revistes i publicacions (Afers, Caràcters, L'Espill, Pasajes, etc.) i, així mateix, traduí obres dels autors següents:
Louis Althusser: Lenin i la filosofia. València: Tres i Quatre, 1970. Col. «Quaderns»;
Roger Scruton: Historia de la filosofia moderna. De Descartes a Wittgenstein. Barcelona: Península, 1983;
Ludwig Wittgenstein: De la certesa. Trad. i edició juntament amb J. L. Prades. Edicions 62/Diputació de Barcelona, 1983. Col. «Clàssics del Pensament Modern»;
Ludwig Wittgenstein: Sobre la certeza. Trad. i edició juntament amb J. L. Prades. Barcelona: Gedisa, 1988; i
d'E. Acton i altres: A propósito del fin de la historia. València: Institució Alfons el Magnànim, 1994. Col. «Debats».